# Dunn County (Wisconsin)
Das Dunn County ist ein County im US-amerikanischen Bundesstaat Wisconsin. Im Jahr 2010 hatte das County 45.440 Einwohner und eine Bevölkerungsdichte von 20,6 Einwohnern pro Quadratkilometer. Der Verwaltungssitz (County Seat) ist Menomonie, benannt nach dem indianischen Wort für Wilder Reis.

## Geografie
Das County liegt im mittleren Nordwesten von Wisconsin, ist im Westen etwa 50 km vom Mississippi entfernt, der die Grenze zu Minnesota bildet. Es hat eine Fläche von 2238 Quadratkilometern, wovon 31 Quadratkilometer Wasserfläche sind.
Im Südosten wird das Dunn County vom Chippewa River durchflossen, in den kurz vor Verlassen des Countys der Red Cedar River von rechts einmündet.
An das Dunn County grenzen folgende Nachbarcountys:
| Polk County      | Barron County |                   |
| St. Croix County |               | Chippewa County   |
| Pierce County    | Pepin County  | Eau Claire County |

## Geschichte
Das Dunn County wurde 1854 aus Teilen des Chippewa County gebildet. Benannt wurde es nach Charles Dunn, einem frühen Obersten Richter des Wisconsin-Territoriums.

## Bevölkerung

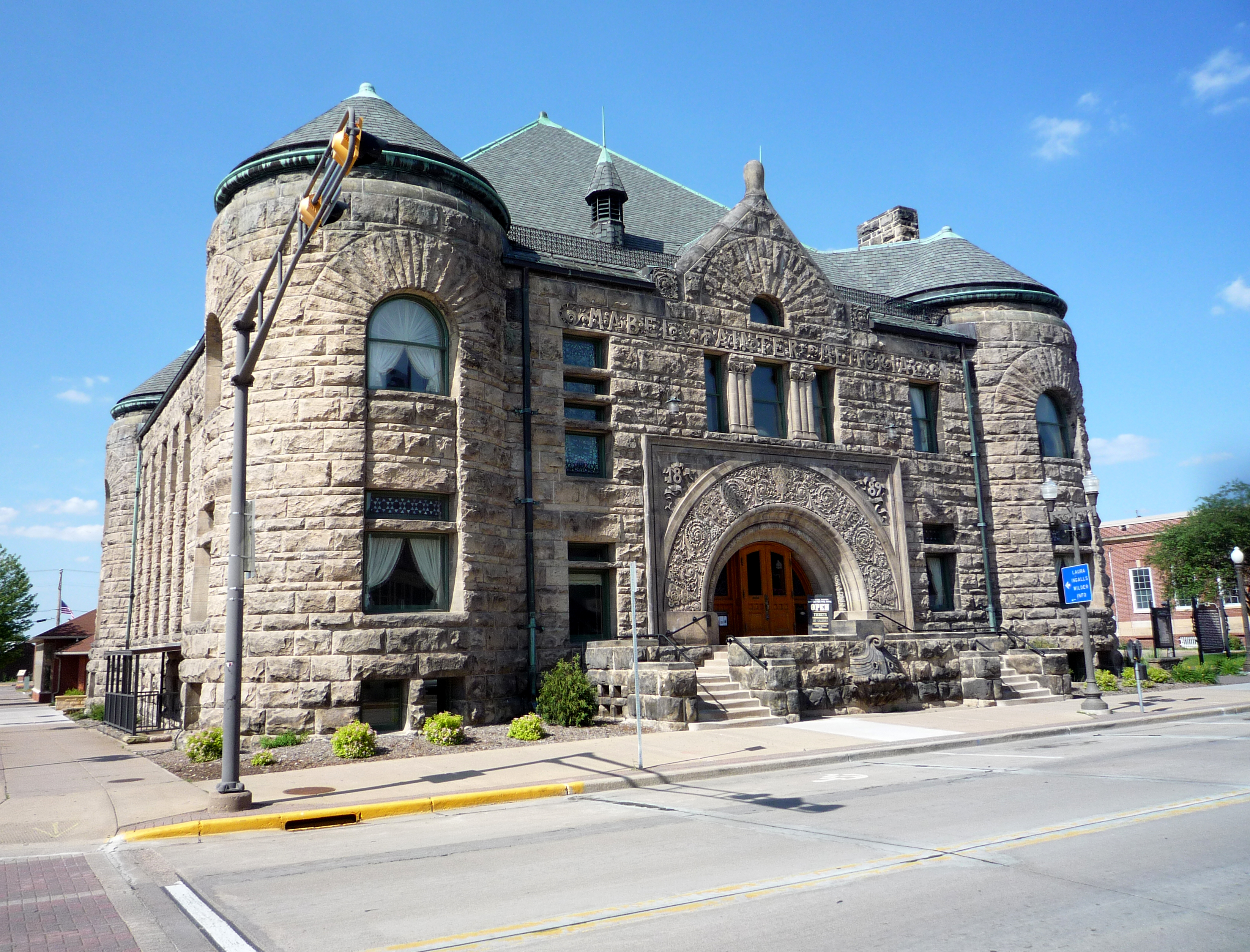
Das im NRHP gelistete Mabel Tainter Memorial Building in Menomonie

Nach der Volkszählung im Jahr 2010 lebten im Dunn County 43.857 Menschen in 16.348 Haushalten. Die Bevölkerungsdichte betrug 19,9 Einwohner pro Quadratkilometer. In den 16.348 Haushalten lebten statistisch je 2,47 Personen.
Ethnisch betrachtet setzte sich die Bevölkerung zusammen aus 95,1 Prozent Weißen, 0,6 Prozent Afroamerikanern, 0,4 Prozent amerikanischen Ureinwohnern, 2,8 Prozent Asiaten sowie aus anderen ethnischen Gruppen; 1,1 Prozent stammten von zwei oder mehr Ethnien ab. Unabhängig von der ethnischen Zugehörigkeit waren 1,5 Prozent der Bevölkerung spanischer oder lateinamerikanischer Abstammung.
19,9 Prozent der Bevölkerung waren unter 18 Jahre alt, 66,8 Prozent waren zwischen 18 und 64 und 13,3 Prozent waren 65 Jahre oder älter. 49,5 Prozent der Bevölkerung war weiblich.

Das jährliche Durchschnittseinkommen eines Haushalts lag bei 47.847 USD. Das Pro-Kopf-Einkommen betrug 22.242 USD. 16,3 Prozent der Einwohner lebten unterhalb der Armutsgrenze.

## Ortschaften im Dunn County
City
- Menomonie

Villages
| - Boyceville - Colfax - Downing - Elk Mound | - Knapp - Ridgeland - Wheeler |

Census-designated places (CDP)
- Downsville
- Tainter Lake

Unincorporated Communities
| - Baxter - Caryville - Cedar Falls - Comfort - Connorsville - Dunnville | - Eau Galle - Falls City - Graytown1 - Hatchville2 - Irvington - Meridean | - Norton - Red Cedar - Rock Falls - Rusk - Sand Creek - Weston |

1 – teilweise im Barron County

2 – teilweise im Pierce und im St. Croix County

## Gliederung
Das Dunn County ist neben der einen City und den sieben Villages in 22 Towns eingeteilt:
| Town                | Einwohner (2010) | FIPS     |
| ------------------- | ---------------- | -------- |
| Town of Colfax      | 1186             | 55-16300 |
| Town of Dunn        | 1524             | 55-21150 |
| Town of Eau Galle   | 757              | 55-22375 |
| Town of Elk Mound   | 1792             | 55-23350 |
| Town of Grant       | 385              | 55-30300 |
| Town of Hay River   | 558              | 55-33400 |
| Town of Lucas       | 764              | 55-46175 |
| Town of Menomonie   | 3366             | 55-51050 |
| Town of New Haven   | 677              | 55-56775 |
| Town of Otter Creek | 501              | 55-60725 |
| Town of Peru        | 242              | 55-62125 |

| Town                 | Einwohner (2010) | FIPS     |
| -------------------- | ---------------- | -------- |
| Town of Red Cedar    | 2086             | 55-66550 |
| Town of Rock Creek   | 1000             | 55-68700 |
| Town of Sand Creek   | 570              | 55-71425 |
| Town of Sheridan     | 454              | 55-73300 |
| Town of Sherman      | 849              | 55-73375 |
| Town of Spring Brook | 1558             | 55-75750 |
| Town of Stanton      | 791              | 55-76650 |
| Town of Tainter      | 2319             | 55-78975 |
| Town of Tiffany      | 618              | 55-79775 |
| Town of Weston       | 594              | 55-85975 |
| Town of Wilson       | 531              | 55-87375 |